# Cratère Beaverhead
Pour les articles homonymes, voir Beaverhead et Beaver.
Le cratère Beaverhead est une structure d'impact (en) dans le centre de l'Idaho et l'ouest du Montana, aux États-Unis.
Estimé à 60 km de diamètre, il est l'un des plus grands cratères d'impact sur Terre. Son âge est estimé à environ 600 millions d'années (fin du Néoprotérozoïque).
La structure est nommée d'après la région du Sud-Ouest du Montana où la première preuve d'un impact a été découverte en 1990.
À part les shatter cones trouvés dans le périmètre, il reste peu de traces de la structure.